# Bangor (Maine)
Bangor è una città degli Stati Uniti d'America, capoluogo della contea di Penobscot nello Stato del Maine.
Bangor è una delle principali città dello Stato, situata nella parte centrale, non lontano dalla costa atlantica. Molte città nel mondo portano lo stesso nome, alcune delle quali si trovano negli Stati Uniti stessi.
Bangor, sviluppata per lo più sul lato sinistro del fiume Penobscot, ha un gran retaggio storico. Con il suo casinò, l'aeroporto internazionale e le industrie funge da polo di attrazione per tutto il Maine e anche per alcune zone dal Canada sud orientale. La sua popolazione ammonta a 31 997 abitanti (2018), e tutta la sua area metropolitana, Greater Bangor, conta 140 000 abitanti. Bangor infatti trae beneficio dalla sua posizione geografica: a metà strada tra la costa e le rapide del fiume, molto vicina alle province marittime del Canada e circondata dai boschi, Bangor ha perciò sviluppato una rilevante industria del legno e navale, negli ultimi decenni affiancata da un vivace terziario.

## Storia
La presunta fondazione di Bangor risale al XVI secolo, quando l'esploratore francese De Champlain fondò un villaggio su un'isola al largo della costa del Maine, entro breve poi abbandonata per le migliori condizioni di vita sul continente. De Champlain risalì il corso del fiume Penobscot fino al punto dove si trova attualmente la città. Altre fonti fanno invece risalire la nascita della città al marinaio portoghese Esteban Gómez, già capitano al servizio di Ferdinando Magellano, esso fu incaricato, nella prima metà del Cinquecento, dal re di Spagna, di trovare il mitico passaggio a nord ovest; Gomez risali anch'esso la valle del fiume per poi abbandonare la ricerca, ma diede un decisivo impulso alla colonizzazione della valle del Penobscot.
Furono però i francesi, provenienti da nord, a colonizzare la zona, dove gli abitanti erano dediti alla commercializzazione del pesce e soprattutto delle pelli di animali; ma le più organizzate colonie inglesi immediatamente a sud non fecero molta fatica ad impadronirsi del sito. Dapprima facente parte del Massachusetts, poi divenuto parte del Maine quando quest'ultimo divenne stato nel 1820. Durante il XIX secolo l'economia cittadina si trasformò e la città divenne un importante porto fluviale e la costruzione di navi divenne l'asse portante dell'economia locale. Già dalla metà del novecento, l'economia si diversificò, puntando non solo sulle costruzioni navali, ma anche sul terziario e sui servizi.

## Geografia fisica

### Territorio
La Bangor odierna si estende su 50 miglia quadrate di territorio, il centro è raccolto sulla riva sinistra del fiume, ma nell'area urbana ci sono molte zone verdi, che preludono i paesaggi immediatamente fuori città.

### Clima
Data la latitudine, Bangor ha un clima di tipo umido-continentale. Le stagioni sono tutte ben delineate, al contrario di quanto si può pensare guardando la cartina.
Non è raro tuttavia che nevichi a marzo o all'inizio di aprile, e non è altrettanto raro trovare dei blocchi di ghiaccio che galleggiano sul fiume nel centro della città nel periodo del disgelo; aprile e maggio possono essere molto ventosi ma quando la primavera del New England esplode, le temperature salgono specie nelle ore centrali del giorno; giugno e luglio sono mesi caldi, ideali per visitare la zona, Bangor infatti è circondata da molte zone verdi e soprattutto da molti laghi (Pushaw Lake, Chemo Pond, sono solo alcuni), ma agosto è il mese umido per eccellenza e le temperature possono superare anche i 30 gradi; Bangor e tutta la costa del Maine sono toccate in modo molto marginale dagli uragani e nella zona si può sentire solo vento e qualche violento acquazzone ma nulla di più. L'autunno può essere un misto di caldo e freddo, ci sono forti escursioni termiche tra il giorno e la notte, e può capitare, in questi mesi, di trovare già la brina il mattino presto. A novembre l'aria è già fredda ma possono capitare delle splendide giornate di sole, comunque non è affatto raro che già all'inizio del mese nevichi intorno alla città. Dicembre, gennaio e febbraio sono i mesi freddi per eccellenza, specie dall'inizio dell'anno fino alla fine di febbraio le temperature, anche diurne, possono assestarsi sullo zero e la notte scendere molto facilmente a −10 −20 °C con precipitazioni nevose.

## Monumenti e luoghi d'interesse
Nonostante non sia una delle città più turistiche degli Stati Uniti, Bangor offre al visitatore molte opportunità ricreative, sia culturali che sportive. Una vasta gamma di musei è presente in città, come ad esempio il Maine Discovery Museum, dedicato ai bambini e il secondo più grande del New England; la biblioteca più importante è la Bangor Public Library mentre il Bangor Museum and Center for History e il Penobscot Theatre sono tutti a breve distanza, raccolti intorno a downtown.
La città è molto conosciuta essendo la residenza del noto scrittore Stephen King; nella contea stessa, nell'immaginaria città di Derry, viene ambientato It.
La Bangor Simphony Orchestra è l'orchestra che suona da più tempo, in modo continuativo, di tutta la nazione; ci sono, inoltre altre opportunità di vario genere presso il Bangor Auditorium e il Bay Chamber Concerts. Alcuni monumenti sono iscritti nel National Register of Historic Place, come il simbolo della città: il Thomas Hill Standpipe, in pratica un'enorme cisterna costruita nel 1897, dipinta di bianco e ancora oggi in attività, con la funzione di serbatoio d'acqua per le emergenze ma soprattutto nato per regolare la pressione dell'acqua nel centro cittadino.
Numerose le chiese, prime fra tutte la Unitarian Church e la Hammond St. Congregational. Bangor possiede il secondo più esteso Giardino cimiteriale degli Stati Uniti, il Mount Hope Cemetery.

## Nella cultura popolare
Nel 1977 il turista tedesco Erwin Kreuz divenne noto per aver scambiato Bangor per San Francisco.